# Physalospora euphorbiae
Physalospora euphorbiae är en lavart som först beskrevs av Plowr. & W. Phillips, och fick sitt nu gällande namn av Pier Andrea Saccardo 1882. Physalospora euphorbiae ingår i släktet Physalospora och familjen Hyponectriaceae.   Inga underarter finns listade i Catalogue of Life.